# Xabier Iriondo
Xabier Iriondo (Milano, 9 febbraio 1971) è un musicista e compositore italiano, chitarrista degli Afterhours, di cui è considerato l'anima sperimentale. È considerato uno degli sperimentatori più autorevoli nel mondo musicale italiano.

## Biografia
Nasce nel quartiere Isola a Milano nel 1971, da padre basco e madre italiana.
All'età di 17 anni inizia a suonare la chitarra da autodidatta. Tra il 1992 ed il 2001 collabora alla realizzazione di cinque album e centinaia di concerti con l'alternative rock band Afterhours, tre album con la indie/rock band Six Minute War Madness, nonché tre album e due miniCD con il progetto A Short Apnea.
Dal 2005 al 2010 apre a Milano "Soundmetak", un negozio/laboratorio dove vende strumenti musicali particolari ed organizza performance musicali.
Dal 2010 ha ricominciato a collaborare con il gruppo Afterhours.
In questi ultimi tempi è coinvolto come chitarrista/manipolatore sonoro in progetti quali Afterhours, Buñuel.
Ha suonato dal vivo in Europa, USA, Asia e collaborato (dal vivo ed in studio) con svariati artisti tra cui: Damo Suzuki, ZU, Rhys Chatham, Peter Brotzmann, Sinistri, Wu Fei, Paolo Tofani, Gianni Gebbia, Steve Piccolo, Carla Bozulich, Walter Prati, Eraldo Bernocchi, Cristiano Calcagnile, Bruno Dorella, Elio Martuscello, Vincenzo Vasi, Stefania Pedretti, Alberto Morelli, Verdena, Simone Massaron, Gak Sato, Francesco Cusa, Gianni Mimmo, Mirko Sabatini, aka_Bondage, Cristina Donà, Matteo Pennese, Stefano Giust, Angelo Contini, Fabrizio Modonese Palumbo, Diego Sapignoli, Olivier Manchion, Claudio Rocchetti, Andrea Belfi e tanti altri.

## Discografia
- 1993
  - Afterhours - Pop Kills Your Soul - CD - Vox Pop
  - Six Minute War Madness - faces vol.2 compilation - CD – Face Records
  - Six Minute War Madness - lubrican for your mind compilation - CD - Circus
- 1995
  - Afterhours - Germi - CD - EMI
  - Six Minute War Madness - holy Joe / evensong - 7' - BluBus
- 1996
  - Six Minute War Madness - omonimo - CD – BluBus
  - Six Minute War Madness - l'ora giusta / la tempesta” - 7' - Man's Ruin Records
- 1997
  - Afterhours - Hai paura del buio? - CD - Mescal
  - Six Minute War Madness - il vuoto elettrico” - CD - Jungle Sound Records
  - Arkham Blues (iriondo, cantù, magistrali, ciappini) “no title” - CD
- 1998
  - Afterhours - male di miele - singleCD - Mescal
  - Afterhours - sui giovani d'oggi... - singleCD - Mescal
- 1999
  - A Short Apnea - s / t - CD - Wallace Records
  - Afterhours - Non è per sempre - CD - Mescal
- 2000
  - Afterhours - bianca - singleCD - Mescal
  - Afterhours - la verità che ricordavo - singleCD - Mescal
  - Six Minute War Madness - full fathom six - CD - Santeria/Audioglobe
  - A Short Apnea - illu ogod ellat rhagedia - CD - Wallace Records
- 2001
  - Afterhours - Siam tre piccoli porcellin - 2CD - Mescal
  - Verdena - Solo un grande sasso - CD - Black Out
- 2002
  - A Short Apnea - an indigo ballad - CD - Wallace Records
  - A Short Apnea - five greeney stages - CD - Wallace Records
- 2003
  - 2partimollitremolanti - s / t - miniCD - Wallace Records
  - EAReNOW - ffrrr - miniCD - Wallace Records
  - Tasaday - Kaspar project - CD - Wallace Records
- 2004
  - A Short Apnea (con Gorge Trio) - ...just arrived - CD – Wallace Records
  - Polvere - s/t - miniCD - Wallace Records
  - Tasaday - in attesa, nel labirinto - CD - Wallace Records
  - Four Garden in One - s/t - miniCD - Wallace Records
  - Uncode Duello- s/t - CD - Wallace Records / Ebria Records
- 2005
  - Bias - s / t - miniCD - Wallace Records
- 2006
  - End of Summer - s / t - miniCD - Ame Records
  - Oleo Strut- s / t - miniCD - Wallace Records
  - Polvere - s / t - CD - Wallace Records
  - The Shipwreck Bag Show - s / t - miniCD - Wallace Records
  - Zu/Xabier Iriondo - PhonoMetak series 1” - 10" - PhonoMetak labs / Wallace Records
- 2007
  - Uncode Duello - EX ÆQUO - CD – Wallace Records
  - Polvere - s/t – 10” – Wallace Records/TwonTone/Minorità Records
  - OvO/Sinistri con Xabier Iriondo - PhonoMetak series 3" - vinyl 10' - PhonoMetak labs/Wallace Records
  - Kursk (colonna sonora) "The Truth at the End" - DVD/CD - Amirani Records
- 2008
  - Damo Suzuki with Metak Network / ZU con X.Iriondo "PhonoMetak series 4" - vinyl 10' - PhonoMetak labs / Wallace Records
  - Xabier Iriondo/G.MIMMO - "Your Very Eyes" - PhonoMetak labs / Amirani Records / Wallace Records / LongSong Records
- 2009
  - The Shipwreck Bag Show "Il tempo ........... tra le nostre mani, scoppia" - CD - PhonoMetak labs / Wallace Records / LongSong Records
  - G.Gebbia/S.Giust/X.Iriondo - "L'edera, il colle e la nebbia" - CD - Setola di Maiale
  - EAReNOW "Eclipse" - CD - WallaceRecords / Amirani / ReR / PhonoMetak labs
  - Uncode Duello “tre” - CD/10' – Wallace Records
- 2010
  - The Shipwreck Bag Show "KC" - CD - PhonoMetak labs / Wallace Records / LongSong Records / PaintVox / Brigadisco
  - Wintermute - "s/t" - CD - Die Schachtel
  - An Experiment in Navigation "s/t" - CD - Die Schachtel
  - No Guru “Milano Original Soundtrack” - CD – Bagana
- 2011
  - ?Alos/Xabier Iriondo - ?Alos - Ep 7" - Tarzan Records / Bar La Muerte
  - Damo Suzuki's Network - "Sette modi per salvare Roma" - CD - Goodfellas
- 2012
  - Oleo Strut - "Bunga Bunga" - Vinile 12" - Phonometak / Komanull
  - The Shipwreck Bag Show - vinile 7" - PhonoMetak labs / Tarzan Records / PaintVox /
  - Afterhours - Padania - CD - Artist First
  - Mistaking Monks "Mantic" - CD - PhonoMetak labs
  - Xabier Iriondo - Irrintzi - doppio Vinile 12" - Wallace Records
  - ?Alos/Xabier Iriondo - Endimione - Vinile 12" - Brigadisco
- 2016
  - brano Nicotine Freak in The Winstons - The Winstons - Vinile - AMS Records
  - Afterhours - Folfiri o Folfox - CD - Universal
- 2023
  - I Fiumi - I Fiumi - CD - Dischi Soviet